# Risk (album)
Risk je osmi studijski album američkog thrash metal sastava Megadeth. Album je 31. kolovoza 1999. objavila diskografska kuća Capitol Records čiji je ovo bio posljednji objavljeni album sastava.
Također, ovo je prvi album od 1990. godine na kojem se promijenila postava sastava - bubnjara Nicka Menzu zamijenio je Jimmy DeGrasso. Ovo je posljednje Megadethovo glazbeno izdanje na kojem je sudjelovao gitarist Marty Friedman.

## Popis pjesama
| 1.    | »Insomnia«              | Dave Mustaine              | 4:34 |
| 2.    | »Prince of Darkness«    | Mustaine, Marty Friedman   | 6:52 |
| 3.    | »Enter the Arena«       | Mustaine, Bud Prager       | 0:52 |
| 4.    | »Crush 'Em«             | Mustaine, Prager, Friedman | 4:57 |
| 5.    | »Breadline«             | Mustaine, Prager, Friedman | 4:24 |
| 6.    | »The Doctor Is Calling« | Mustaine, Prager, Friedman | 5:40 |
| 7.    | »I'll Be There«         | Mustaine, Prager, Friedman | 4:20 |
| 8.    | »Wanderlust«            | Mustaine, Friedman         | 5:22 |
| 9.    | »Ecstasy«               | Mustaine, Friedman         | 4:28 |
| 10.   | »Seven«                 | Mustaine, Dave Ellefson    | 5:00 |
| 11.   | »Time: The Beginning«   | Mustaine, Friedman         | 3:04 |
| 12.   | »Time: The End«         | Mustaine                   | 2:56 |
| 52:34 |                         |                            |      |

## Recenzije
Album je uglavnom dobio miješane kritike. Steve Huey, glazbeni kritičar sa stranice AllMusic, napisao je suosjećajnu, iako ne baš naklonjenu kritiku remiksane i remasterirane inačice albuma iz 2004. Huey je izjavio kako je album "dostojanstveno ostario" u usporedbi s Metallicinim albumima Load (iz 1996.) i ReLoad (iz 1997.). Međutim, također je napomenuo kako je sastav na albumu izgubio svoju posebnu osobnost. Recenzentica Entertainment Weeklyja, Laura Morgan, usporedila je pjesmu "Insomnia" s Nine Inch Nailsom u doba EP-a Broken te je albumu dodijelila ocjenu B-, iako je kritizirala Mustaineov stil pjevanja na albumu. The New Rolling Stone Album Guide dodijelio je albumu tri zvjezdice od pet te je napomenuo kako je "imao svojih [dobrih] trenutaka". Mike Stagno sa stranice Sputnikmusic, uzevši u obzir drugačiji glazbeni pristup albuma, bio je donekle pozitivan u svojoj recenziji. Naveo je prvih nekoliko pjesama kao "žešći dio" albuma. Komentirao je kako se "ističe" i nekolicina naknadnih blažih pjesama. Međutim, napomenuo je kako su neki osjećaji na albumu bili "sladunjavi". Amy Sciarretto, recenzentica časopisa CMJ New Music Report, izjavila je kako je Risk označio još jednu bitnu promjenu u Megadethovom zvuku te ga je opisala "logičnim stilističkim napretkom" u usporedbi s njegovim prethodnim albumom. Prema njezinim riječima Mustaineovi su "oštri tekstovi" i "snažni rifovi" bili ublaženi, čime je Megadeth "napustio teritorij thrash metala".
U retrospektivnoj je recenziji Jeff Treppel iz časopisa Decibel napisao kako je Risk bio "definitivno Megadethov najviše avanturistički nastrojen album" te je izjavio kako je u pitanju "pristojan hard rock album koji nikad nije trebao biti objavljen pod Megadethovim imenom". Dave Mustaine je od tada izjavio da, iako vjeruje da je Risk odličan album, Risk "nije trebao biti objavljen pod Megadethovim imenom jer da je bilo koje drugo ime bilo na 'Risku', [više] bi se prodavao". Međutim, Mustaine je također komentirao kako je "Crush 'Em" "vjerojatno najgluplja" pjesma koju je sastav ikad snimio te je rekao da mu se "nije baš jako sviđala".

## Zasluge
| Megadeth - Dave Mustaine – vokali, gitara, produkcija - Dave Ellefson – bas-gitara, prateći vokali - Marty Friedman – gitara - Jimmy DeGrasso – bubnjevi | Ostalo osoblje - Dann Huff – produkcija - Bob Ludwig – mastering - Jeff Balding – inženjer zvuka, miksanje - Mark Hagen – inženjer zvuka, dodatno miksanje - Tommy Steele – umjetnički direktor - Andy Engel – dizajn - Eric Heintz – dizajn - Myriam Santos-Kayda – fotografija |